# Хуан Карлос (футболист)
Хуа́н Ка́рлос Марти́н Корра́ль (исп. Juan Carlos Martín Corral; 20 января 1988, Гвадалахара) — испанский футболист, вратарь клуба «Жирона».

## Биография
Родился 20 января 1988 года в городе Гвадалахаре. Воспитанник юношеских команд футбольных клубов «Гвадалахара» и «Райо Вальекано».
Во взрослом футболе дебютировал в 2007 году выступлениями за вторую команду «Райо Вальекано», в которой провел четыре сезона, приняв участие в 147 матчах чемпионата. В 2011 году провел свою первую игру за основную команду «Райо Вальекано».
В том же году перешел в «Эркулес». Отыграл за клуб из Аликанте следующие два сезона своей игровой карьеры.
В 2013 заключил контракт с клубом «Кордова», в составе которого провел следующие два года своей карьеры игрока.
В 2015 году вернулся в «Райо Вальекано», за который в течение сезона принял участие в 12 матчах чемпионата.
В течение 2016—2017 годов защищал цвета команды клуба «Эльче».
В состав клуба «Луго» присоединился в 2017 году. 20 января 2018 года в матче Сегунды против хихонского «Спортинга» отличился голом, забитым с расстояния 65 метров.